# جامع النور (الأنبار)
جامع النور من مساجد العراق الحديثة، ويقع في منطقة الصوفية، قرب محطة المايكرويف في قضاء الرمادي في محافظة الأنبار، والجامع مستلم من قبل ديوان الوقف السني في العراق وحالته مضبوطة، وبني في عام 1422هـ/2001م، على نفقة المتبرع (إسماعيل وموسى اولاد)، وتبلغ مساحتهُ 805م2، ومساحة الحرم 500م2، ويحتوي الحرم على مصلى واسع يتسع لأكثر من 500 مصل، وتقام فيه صلاة الجمعة وصلاة العيدين والصلوات الخمس، وعدد المصلين في صلاة الجمعة يتراوح بين 400 و500 مصل، بينما لا يتجاوز عدد المصلين 25 مصل في الصلوات الخمس، ويحتوي الجامع على غرفة واحدة مخصصة لإمام المسجد، وتعلو مبنى الحرم منارة مئذنة عالية، وتحيط الحرم فسحة وحديقة واسعة.